# Torre Girona
Torre Girona es una finca situada en Barcelona, en el distrito de Les Corts, junto al Palacio Real de Pedralbes. En su día fue una finca de veraneo del banquero y político Manuel Girona y Agrafel. El terreno pertenece en la actualidad a la Universidad Politécnica de Cataluña, que alberga su rectorado en la antigua casa, aunque Los jardines son de uso público, gracias a un acuerdo de cesión con el Ayuntamiento de Barcelona en 2019, y forman parte del conjunto de parques y jardines de Barcelona.

## La finca

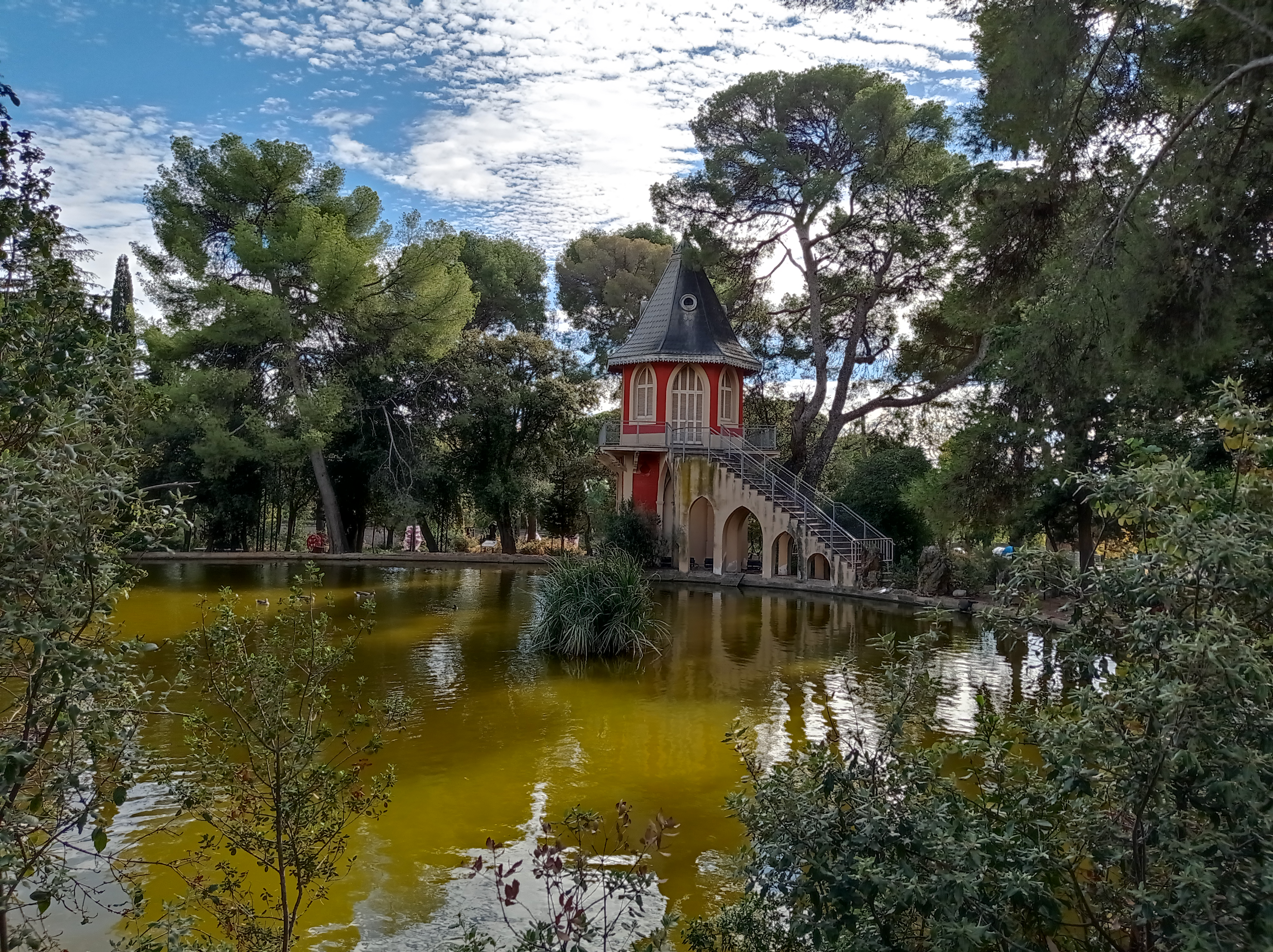
Visión del lago con el mirador al fondo

Manuel Girona y Agrafel (1817-1905) fue empresario, banquero y político, alcalde de Barcelona entre 1876 y 1877. A comienzos del siglo XIX, la familia Girona compró una finca en la entonces localidad de Sarriá, de cara a establecer una residencia de veraneo. Encargó la construcción de la casa al arquitecto Josep Oriol Mestres, construida en 1860 en estilo neoclásico y rodeada de unos jardines de estilo romántico, que incluían un lago con un molino de viento, pabellones chinos y diversas esculturas. En 1940 se construyó junto a la casa una capilla de estilo clasicista.
Posteriormente, la casa acogió un colegio de monjas de la Asunción, hasta que finalmente fue adquirida por la Universidad Politécnica de Cataluña, que emplazó allí la Escuela de Ingenieros de Caminos, Canales y Puertos. Actualmente, la casa acoge el Rectorado de la UPC y la capilla el Barcelona Supercomputing Center (BSC), que incluye el supercomputador MareNostrum 4.
En 2019, la UPC y el Ayuntamiento de Barcelona firmaron un acuerdo de cesión de los jardines de cara a establecer un parque público y fomentar la biodiversidad del entorno.

## El jardín

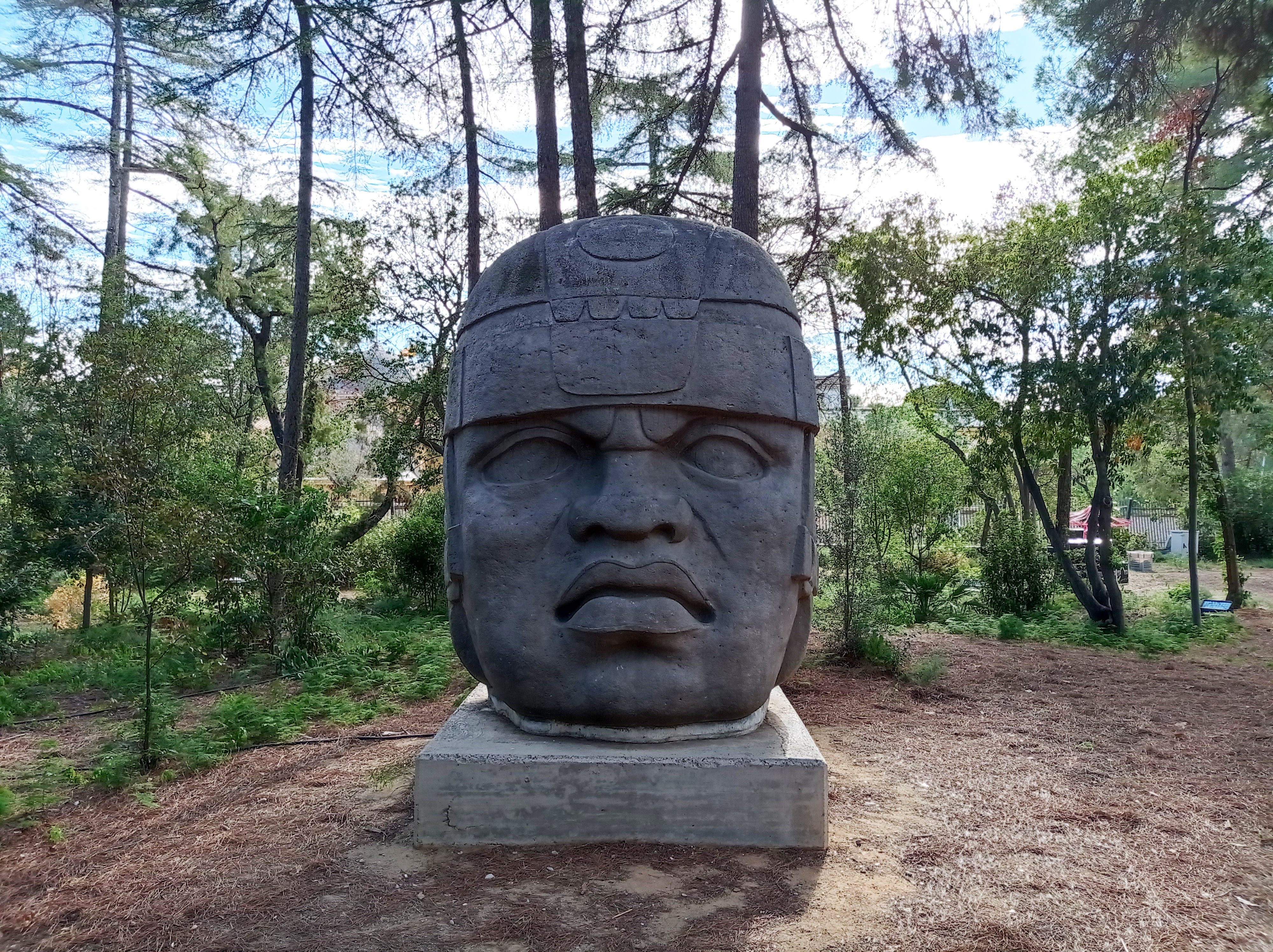
Cabeza colosal olmeca 1

En el jardín destaca el lago, que en su día tenía un embarcadero y barcas para recorrer su perímetro. Junto al lago destaca la presencia de un pequeño pabellón que servía de mirador. El jardín original estaba perfectamente cuidado y contaba con especies de gran belleza, pero con el tiempo se fue deteriorando y ganaron terreno las especies silvestres, convirtiéndose en un parque forestal. Hoy día se trabaja para recuperar parte de su apariencia original. Junto a la calle Jordi Girona destaca un paseo de naranjos de Luisiana (Maclura pomifera).
Los jardines acogen una réplica fiel de la Cabeza colosal olmeca 1, cuyo original se encuentra en el Museo de Antropología de Xalapa (Veracruz, México). Fue un obsequio de la Universidad Veracruzana a la UPC en 2012. Con casi dos toneladas de peso, mide 2,9 m de alto y 2,1 m de ancho.

### Flora y fauna
Los jardines cuentan con una gran diversidad tanto animal como vegetal. En el lago destaca la presencia de varias especies de patos, como el porrón europeo (Aythya ferina), el porrón moñudo (Aythya fuligula), el tarro canelo (Tadorna ferruginea), el tarro blanco (Tadorna tadorna), el pato colorado (Netta rufina) y el ganso común (Anser anser). También se encuentran mariposas, ardillas, ranas, lagartijas, ratones, murciélagos y varias especies de pájaros.
En cuanto a la vegetación, destacan tres árboles catalogados: un pino carrasco (Pinus halepensis), un pino piñonero (Pinus pinea) y un árbol botella (Brachychiton populneus). Otras especies son: el ciprés araar (Tetraclinis articulata), el naranjo de Luisiana (Maclura pomifera), el lentisco (Pistacia lentiscus), el aladierno (Rhamnus alaternus), la encina (Quercus ilex), el fresno de flor (Fraxinus ornus), el laurel (Laurus nobilis), el espárrago triguero (Asparagus acutifolius), el tilo (Tilia platyphyllos), el madroño (Arbutus unedo), el durillo (Viburnum tinus), el rusco (Ruscus aculeatus), el escobón (Cytisus arboreus) y la rubia peregrina.